# Bleekpootstruikzanger
De bleekpootstruikzanger (Hemitesia pallidipes; synoniem: Urosphena pallidipes) is een zangvogel uit de familie Cettiidae.

## Verspreiding en leefgebied
Deze soort telt 3 ondersoorten:
- H. p. pallidipes: van de Himalaya tot westelijk Hunan (zuidelijk China) en noordelijk Myanmar.
- H. p. laurentei: van centraal Myanmar en zuidoostelijk Hunan tot Vietnam.
- H. p. osmastoni: de Andamanen.